# The Surfrajettes
 (août 2025).
The Surfrajettes est un groupe féminin de surf rock instrumental formé en 2015 à Toronto, au Canada. Connu pour son style rétro inspiré des années 1960, le groupe a acquis une notoriété internationale en 2018 grâce à une reprise instrumentale surf du tube de Britney Spears Toxic, devenue virale sur YouTube.

## Historique
Le groupe a été fondé en 2015 par les guitaristes Shermy Freeman et Nicole Damoff, rejointes par la bassiste Linda et la batteuse Amber Rutschmann. En 2017, peu après la signature avec le label indépendant Hi-Tide Recordings, Linda et Amber quittent le groupe, remplacées respectivement par Sarah Butler (basse) et Anna Liebel (batterie).
En 2018, leur reprise surf de Toxic suscite l’attention internationale et paraît sur le single Party Line / Toxic. L’année suivante, elles participent à des festivals comme Tiki Oasis et effectuent une tournée aux États-Unis.
Le premier album du groupe, Roller Fink, sort en 2022 et propose à la fois des compositions originales et des reprises surf de She Loves You des Beatles et de Heart of Glass de Blondie.
En 2024, la batteuse Annie Lillis rejoint officiellement la formation et participe à l’enregistrement du deuxième album Easy as Pie.

### Tournée 2025 – «Western Whirl»
À l’automne 2025, le groupe entreprend une tournée nord-américaine baptisée « Western Whirl Tour », du 18 septembre au 1er octobre. Les concerts ont lieu dans plusieurs villes au Canada et aux États-Unis, notamment Grand Sudbury, Winnipeg, Regina, Saskatoon, Edmonton, Calgary, Green Bay et Grand Rapids.

## Réception
En 2019, LA Weekly a décrit le groupe comme « insufflant style et glamour dans la musique surf ».  Rochester City Newspaper a salué leur son distinctif, et Rock at Night a qualifié Roller Fink d’album équilibrant habilement compositions originales et reprises.

## Discographie

### Singles et EP
- 2017 : The Surfrajettes (EP)
- 2018 : Party Line / Toxic
- 2020 : Hale’iwa Hustle / Banzai Pipeline
- 2022 : Warm Up / Couch Surfing
- 2022 : El Condor Pasa
- 2024 : Easy as Pie

### Albums
- 2022 : Roller Fink
- 2024 : Easy as Pie